# Carmichael (California)
Carmichael è un census-designated place (CDP) della contea di Sacramento in California, negli Stati Uniti. È un sobborgo nell'area metropolitana della Greater Sacramento. La popolazione era di 61 762 abitanti al censimento del 2010.

## Geografia fisica
Secondo l'Ufficio del censimento degli Stati Uniti, ha una superficie totale di 13,79 mi² (35,72 km²).

## Storia
Daniel W. Carmichael (nato nel 1867) si trasferì in California nel 1885. Nel 1909, sviluppò la Carmichael Colony No. I, 2 000 acri (8 km²) di quello che un tempo faceva parte della concessione terriera messicana del Rancho San Juan. Successivamente acquistò altri 1 000 acri (4 km²), precedentemente parte della concessione terriera messicana del Rancho Del Paso, che chiamò Carmichael Colony No. 2. Confinava con la prima colonia a est e Walnut Avenue a ovest; il confine meridionale era Arden Way con Sutter Avenue a nord.

## Società

### Evoluzione demografica
Secondo il censimento del 2010, la popolazione era di 61 762 abitanti.